# Имунология
Имунологията е медицинска и в областта на молекулярната биология наука, която се занимава с изследвания на различните аспекти на имунната система на човека и животните (ветеринарна имунология). Специалистите в областта се наричат имунолози, те могат да бъдат лекари имунолози или биолози (на английски: molecular biologist). Конкретни задачи на имунологията са изучаването на:
- физиологичното функциониране на имунната система в състояния на добро здраве или болест;
- проблемите във функционирането ѝ при различни имунни заболявания (автоимунни заболявания, свръхчувствителност, имунна недостатъчност, отхвърляне на трансплантанти);
- физическите, химическите и физиологичните характеристики на компонентите на имунната система инвитро, ин ситу и ин виво.

Много от тези компоненти у хората са фактически на клетъчно ниво и не са обвързани с конкретен орган, а циркулират или се намират в различни тъкани из цялото тяло. Ключовите лимфоидни органи за имунната система са тимусът и костният мозък, а от вторично значение са лимфните тъкани в далака, сливиците, аденоидите, лимфните съдове и центрове и кожата.

## Теоретична и молекулярна имунология
Класическата имунология е свързана с медицината и епидемиологията. Тя изучава взаимоотношенията между системите в тялото, патогените и имунитета. Най-ранното споменаване на концепцията за имунитета датира към 430 г. пр.н.е. във връзка с чумна епидемия, върлуваща в Атина. Тукидид отбелязва, че хора, които са боледували от болестта и са се възстановили, могат да помагат на болните без да прихванат болестта повторно. Този феномен бил открит и в много други човешки общности в древността, но едва през 19 и 20 век била развита научната теория за имунитета.
Централни за имунологията са изучаването на молекулярните и клетъчни компоненти, които съставляват имунната система, както и техните функции и взаимодействия. Установено е, че имунната система на гръбначните се дели на по-примитивна вродена имунна система и придобита (адаптивна) имунна система, която от своя страна съдържа системи от хуморални и клетъчни компоненти.
Хуморалният отговор се определя като взаимодействието между антитела и антигени. Антителата са специфични бълтъци, отделяни от определен клас имунни клетки, наречени B-лимфоцити, а антигени се наричат всички стимули, които предизвикват производството на антитела (antigen – antibody generator). Цялата имунология се основава на разбиранията за свойствата на тези два обекта. Въпреки това, също толкова важен е и клетъчният отговор, с който не само се убиват заразените клетки, но е и критично важен за контролирането на хуморалния отговор. Накратко, двете системи от хуморални и клетъчни компоненти са силно взаимозависими.

## Клинична имунология
Клиничната имунология се занимава с изследванията върху имунологичните параметри при пациентите, като изучава болестите в областта на имунологията, които са причинени от проблеми, недостиг или дори нередности (само при най-тежките заболявания, като СПИН) в имунната система (отслабване, атипично поведение, злокачествен растеж на клетъчните елементи от системата). Също така включва изследвания на болести на други системи в организма, в които имунните реакции имат значение за патологията или клиничната картина.
Болестите, причинени от нарушения на имунната система спадат в две големи категории:
- имунодефицитни заболявания, при които части от имунната система не успяват да произведат адекватен отговор, и
- автоимунни заболявания, при които имунната система на индивида атакува собственото му тяло (примерите включват ревматоиден артрит, хроничен лимфоцитен тиреоидит на Хашимото и миастения гравис).

Други имунни нарушения включват различни степени на свръхчувствителност, при които системата реагира неправилно или твърде бурно на иначе безвредни съединения (примери са астмата и алергиите).
Най-известната болест, която поразява цялата имунна система е синдромът на придобитата имунна недостатъчност, причинен от вируса СПИН. СПИН е сериозно имунодефицитно заболяване, при което имунозащитните механизми са отпаднали и пациентът може да се разболее от почти всяко заразно заболяване, до което се доближи, както и самото протичане на тези заразни заболявания има характеристики на по-трудно или почти нелечими. В микробиологията, заболяването се характеризира с липсата на CD4 + T-клетки („помощници“), които вирусът на СПИН (на английски: HIV) поразява.
От интерес за клиничните имунолози са и изследванията за предотвратяване на реакцията по отхвърляне на присадени тъкани и органи, при която имунната система на тялото опитва да унищожи присадените алографти или ксенографти като чужди тела.

## Експериментална и приложна имунология
В действителност приложната имунология включва и експерименталната , но NB! без това да означава "тестване върху себе си".

## Имунотерапия и имунодиагностика
Имунодиагностиката и имунотерапията са две направления на имунологията, които са свързани с фармацевтичното развитие на създаването на продукти, които осигуряват имунозащита за заразни заболявания, например. Това може да се отнася и до създаването и използването на ваксини за такива, но само в региони, които са второстепенни за определена епидемия или възникване на заразно заболяване, тоест очаква се ваксината да е действаща само за онези, които са във външния областен слой на една епидемия, тези които са в епицентъра й трябва да ползват друг вид фармацевтични препарати, които нямат превантивния характер като на ваксините, те имат съвсем различно действие и логика .

## Аналитична имунологична химия
Или на руски като иммунохимия, "раздел иммунологии, изучающий химические основы иммунного ответа" или това е аналитичната органична химия, която изучава реакциите на организма при лекарствен прием или терапия с имуностимуланти, имунобалансиращи агенти, както и тези фармацевтични препарати, които имат ДНК/РТК фактор-стимулатор при задаване на имунната защита (инженерна фармацевтична имунология). Аналитична имонологична химия е руска дисциплина изучаваща българската фармацевтика.

## Еволюционна имунология
Изследванията на имунната система у съществуващи и изчезнали биологични видове могат да дадат ключа за разбирането на еволюцията на видовете и на самата имунна система.
Еволюционното усложняване на имунната система може да се види в разликата между простата фагоцитна защита на едноклетъчните организми през циркулиращите антимикробни пептиди у насекомите до наличието на лимфоидни органи у гръбначните. Всеки съществуващ днес организъм притежава имунна система, която е напълно способна да го защитава от повечето познати му заплахи; организмите, които не са успели да адаптират имунните си системи към заплахите от външния свят, са загинали. Макар и да не притежават истински адаптивен имунитет, насекомите и други членестоноги демонстрират високо развити вродени имунни системи и благодарение на хитиновите си обвивки са допълнително защитени от външни наранявания и излагане на патогени.